# Đèn Davy

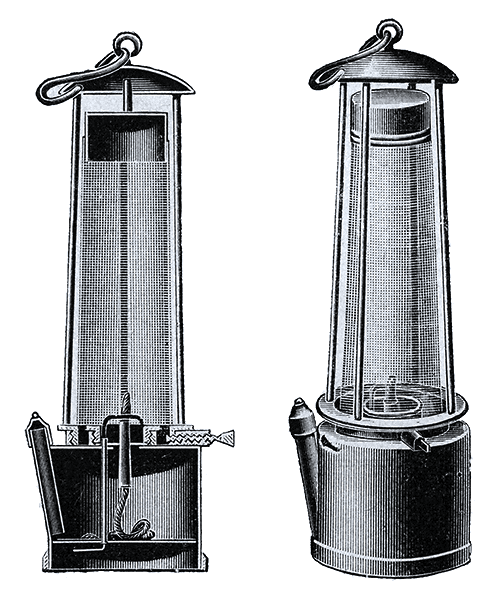
Hình vẽ minh họa một chiếc đèn Davy

Đèn Davy là một loại đèn thợ mỏ thường được dùng trong môi trường dễ cháy, gồm một ngọn bấc đèn được bọc bên ngoài bằng một tấm mắt rây. Đèn Davy được phát minh bởi Sir Humphry Davy vào năm 1815 để sử dụng trong các mỏ than nhằm giảm thiểu nguy cơ cháy nổ do khí methane và những loại khí dễ cháy khác gây ra.
Trong môi trường có khí methane hay khí carbon dioxide, ngọn lửa trong đèn sẽ cháy cao hơn và chuyển thành màu xanh giúp cảnh báo cho các thợ mỏ.